# Cumbria
Ne doit pas être confondu avec Cambrie.
Le comté de Cumbria (prononcé en anglais /ˈkʌm.bɹiə/, localement /ˈkʊm.bɹiə/) est un comté non métropolitain essentiellement rural du Nord-Ouest de l'Angleterre. Son nom est parfois francisé en Cumbrie. Très vaste, la Cumbria est l'un des comtés les moins densément peuplés d'Angleterre, comptant 74 habitants par km². L'essentiel de son économie repose sur le tourisme, en raison de la beauté de ses paysages, notamment dans le parc national du Lake District.

## Histoire

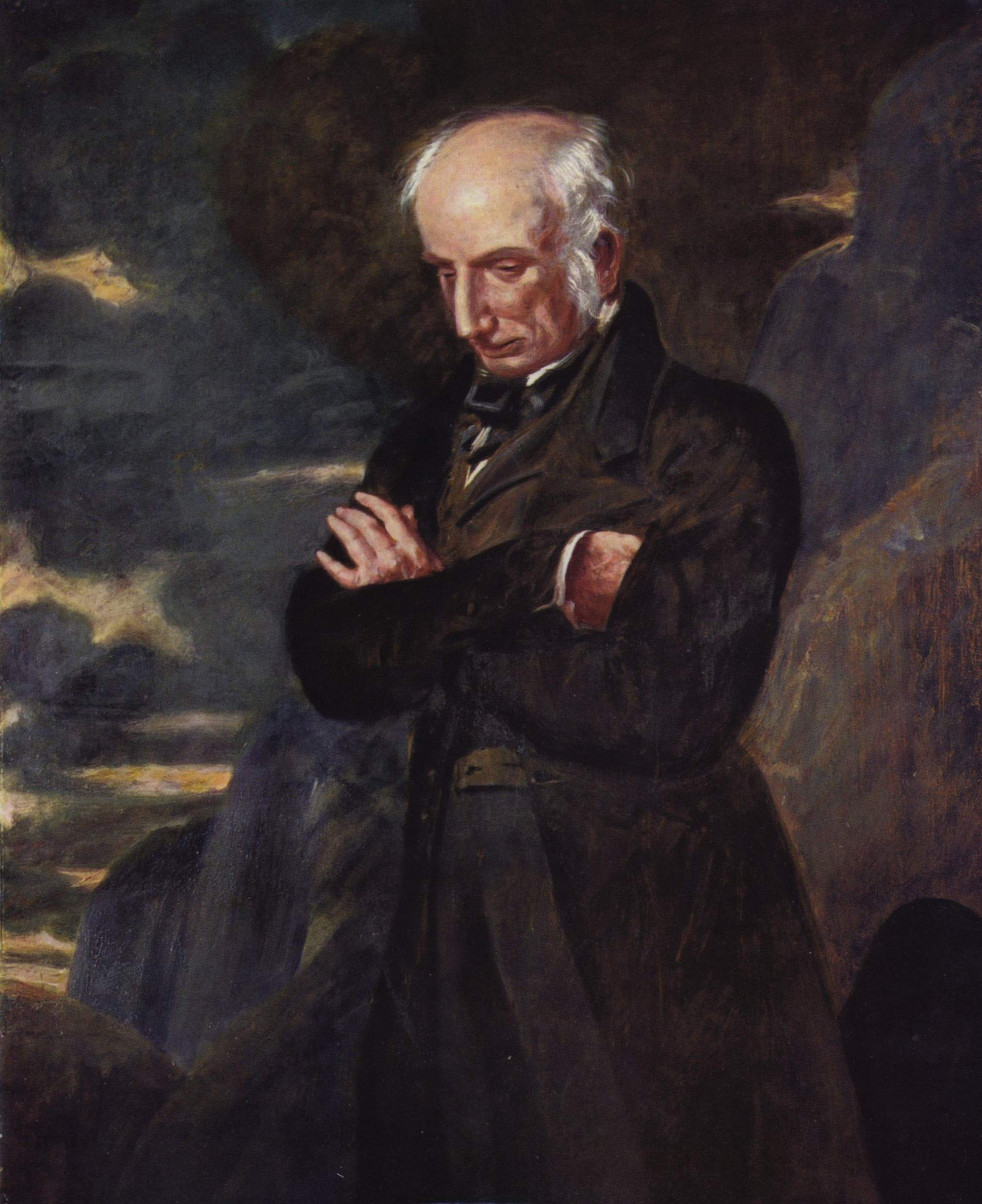
William Wordsworth sur le Helvellyn, par Benjamin Haydon, 1842, National Portrait Gallery, Londres.

Le comté de Cumbria est créé en 1974 après l'adoption du Local Government Act de 1972 : il recouvre les comtés traditionnels du Cumberland et du Westmorland, ainsi que des fragments du Lancastre et du Yorkshire.
La région du Lake District, particulièrement pittoresque et qui occupe une grande part du territoire de la Cumbria, a été source d'inspiration pour de nombreux artistes. Au cours des XVIIIe et XIXe siècles, des poètes, auteurs et artistes anglais de renom y ont séjourné et en ont vanté les vertus romantiques ; le mouvement poétique lakiste en est l'illustration. William Wordsworth s'établit ainsi à Grasmere en 1799 avec sa sœur et y séjourna huit ans. Beatrix Potter passa également de nombreuses vacances dans la Cumbria dans sa jeunesse, puis s'y établit et y acquit plusieurs propriétés dont le cottage de Hill Top. John Ruskin a aussi été très marqué, dans sa jeunesse, par sa découverte de Friar's Crag à Keswick.

## Géographie

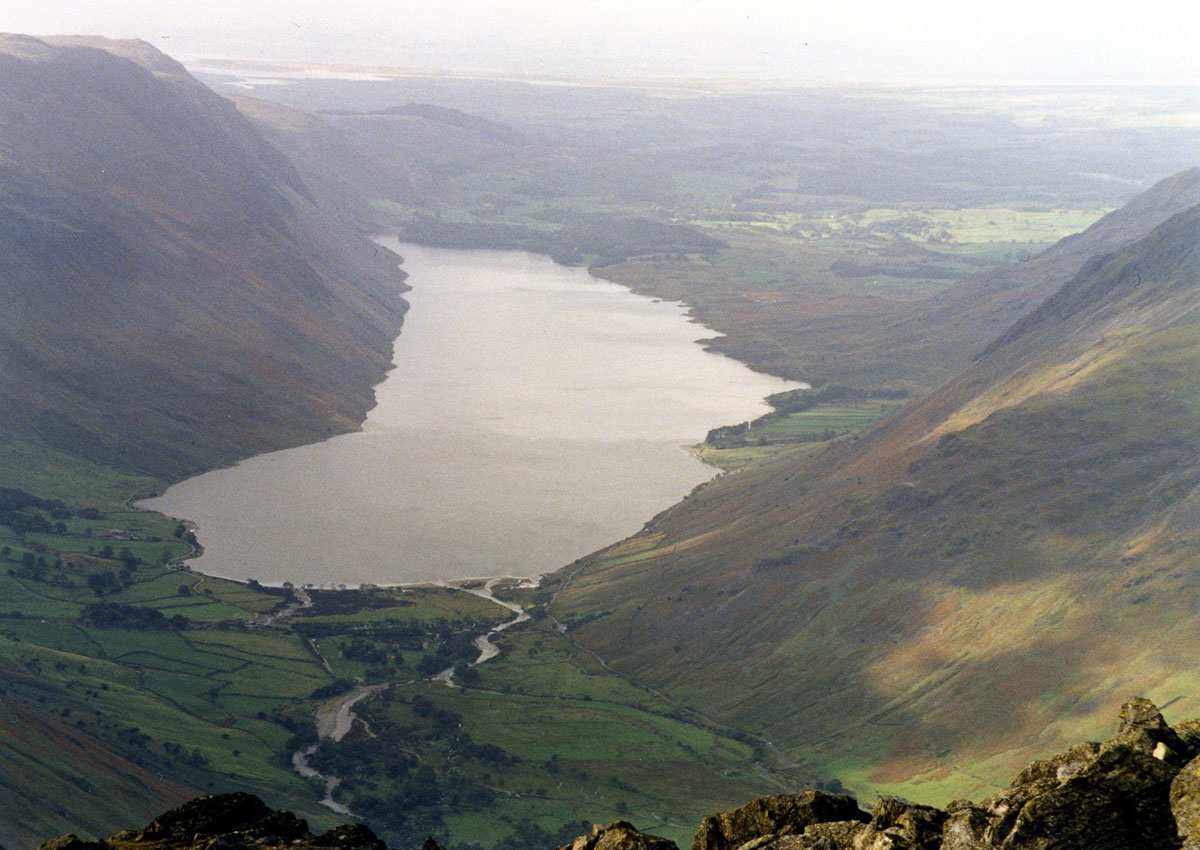
Le lac de Wast Water dans le parc national du Lake District.

Le comté est bordé à l'ouest par la mer d'Irlande, au sud par le Lancashire, au sud-est par le Yorkshire du Nord, à l'est par les comtés de Durham et du Northumberland (chaîne des Pennines), au nord par l'Écosse.
Une grande partie du comté est montagneuse et comprend le point culminant d'Angleterre, le pic Scafell (978 m). Les sommets d'Angleterre dépassant les 900 m d'altitude sont tous situés en Cumbrie, de même pour les lacs les plus grands d'Angleterre, dont le lac Windermere (14,8 km2).
On y trouve le parc national du Lake District, considéré comme l'un des plus beaux d'Angleterre.
Les villes les plus peuplées du comté sont respectivement Carlisle et Barrow-in-Furness. La Cumbria est le 3e comté d'Angleterre le plus étendu, mais seulement le 41e (sur 48) le plus peuplé.

## Subdivisions

### Subdivisions actuelles

Carte des subdivisions de la Cumbria depuis 2023.

Depuis le 1er avril 2023, la Cumbria comprend deux autorités unitaires :
1. Cumberland (chef-lieu : Carlisle),
2. Westmorland and Furness (chef-lieu : Kendal).

### Anciennes subdivisions

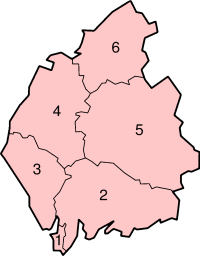
Carte des subdivisions de la Cumbria de 1974 à 2023.

De 1974 à 2023, la Cumbria était subdivisée en six districts non métropolitains.
| No | Nom               | Chef-lieu         | Superficie (km2) | Population (est. 2011) |
| -- | ----------------- | ----------------- | ---------------- | ---------------------- |
| 1  | Barrow-in-Furness | Barrow-in-Furness | 78,0             | 69 100                 |
| 2  | South Lakeland    | Kendal            | 1 534,0          | 103 700                |
| 3  | Copeland          | Whitehaven        | 731,7            | 70 600                 |
| 4  | Allerdale         | Workington        | 1 242,0          | 96 400                 |
| 5  | Eden              | Penrith           | 2 142,0          | 52 500                 |
| 6  | Cité de Carlisle  | Carlisle          | 1 040,0          | 107 500                |

## Économie
L'activité économique la plus importante de la Cumbria est le tourisme : près de 40 millions de visiteurs ont été dénombrés en 2013, dont plus de 15 millions dans le parc national du Lake District où ne résident à l'année qu'à peine 50 000 personnes. Des circuits de promenade partent par exemple de Torver pour amener les visiteurs autour de la rivière Duddon et du lac de Coniston Water.
L'employeur privé le plus important de la région (avec 10 000 employés) est le site de retraitement nucléaire de Sellafield, qui a pris la suite de la centrale nucléaire de Windscale. La fermeture de l'unité Thorp de traitement et de stockage, qui emploie 800 personnes, est toutefois prévue pour 2018. Le centre de stockage de Drigg est situé non loin de Sellafield.
L'administration du comté emploie 17 000 personnes.
La situation économique des habitants est variable à travers le comté. Certaines zones sont en difficulté économique comme celle de Barrow, les terres de l'Ouest ou encore Carlisle, ainsi que certaines zones rurales. Les habitants de ces régions ont de moins bonnes conditions de vie et une espérance de vie plus courte, comparativement aux secteurs plus favorisés comme celui de South Lakeland. En 2014, un foyer sur six percevait un revenu inférieur à 10 000 £. Plus de 42 000 actifs sont demandeurs d'emploi, et 16 % des enfants vivent sous le seuil de pauvreté. Les revenus du travail sont relativement faibles par rapport aux chiffres nationaux.
La pyramide des âges indique que la population de la Cumbria est vieillissante : selon des projections pour 2035, un tiers de la population devrait être âgée de plus de 60 ans, contre un quart à l'échelle de l'Angleterre. De 2001 à 2014, la proportion d'habitants âgés de moins de 16 ans a chuté de près de 9 %, contre 1,4 % nationalement. Le nombre de naissances semble toutefois augmenter depuis 2003, notamment dans la région de Carlisle.

## Monuments remarquables

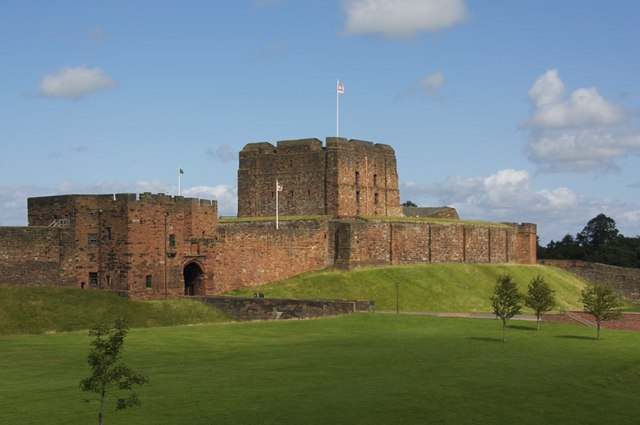
Le château de Carlisle.

Plusieurs sites préhistoriques sont accessibles, comme le cromlech de Castlerigg ou le henge de la Table ronde du roi Arthur.
Une grande partie du mur d'Hadrien traverse la Cumbria, et diverses autres traces de l'occupation romaine y sont également visibles comme le fort romain de Birdoswald, établi en l'an 130, celui de Hardknott ou les restes des thermes de Ravenglass. Le musée de Senhouse à Maryport, au bord du Solway Firth, expose un grand nombre d'objets de l'époque romaine retrouvés dans le fort d'Alauna (Ier siècle).
À Carlisle, le château fortifié de Guillaume le Roux, construit au XIe siècle, témoigne d'un passé mouvementé entre l'Écosse au nord et l'Angleterre au sud.
Plusieurs abbayes et monastères anciens sont encore partiellement visibles, dont les restes de l'abbaye cistercienne de Furness fondée au XIIe siècle.

## Transports
Le comté de Cumbria est traversé par l'autoroute M6, qui se termine au nord de Carlisle pour devenir la M74 en direction de l'Écosse.
Deux aéroports desservent des destinations nationales : l'aéroport de Carlisle Lake District et celui de Barrow/Walney Island, sur l'île de Walney.
La ligne ferroviaire nationale de West Coast Main Line traverse le comté parallèlement à l'autoroute M6. Par ailleurs, la ligne Cumbrian Coast Line relie Barrow-in-Furness à Carlisle.
La route A591 qui se trouve dans le comté, est considérée comme la plus prisée de Grande-Bretagne, mais également comme la meilleure route du Royaume-Uni.

## Politique
La Cumbria comprend six circonscriptions électorales.

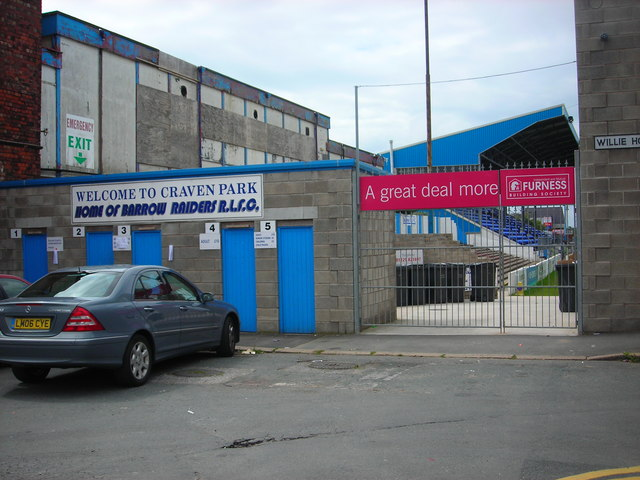
L'entrée principale du stade du club de rugby à XIII de Barrow, le Craven Park.

| Nom | Nom                      | Nombre d'électeurs (2010) | Député                              |
| --- | ------------------------ | ------------------------- | ----------------------------------- |
|     | Barrow and Furness       | 44 124                    | John Woodcock (Parti travailliste)  |
|     | Carlisle                 | 42 200                    | John Stevenson (Parti conservateur) |
|     | Copeland                 | 42 787                    | Jamie Reed (Parti travailliste)     |
|     | Penrith and The Border   | 45 087                    | Rory Stewart (Parti conservateur)   |
|     | Westmorland and Lonsdale | 51 487                    | Tim Farron (Libéraux-démocrates)    |
|     | Workington               | 39 259                    | Sue Hayman (Parti travailliste)     |

## Sport
Le comté de Cumbria est une région historique de rugby à XIII, même si ses clubs professionnels ont cessé d'évoluer au plus haut niveau depuis la fin des années 1990. Le comté compte ainsi trois clubs professionnels : Barrow, Whitehaven et Workington, mais également un nombre important de clubs amateurs dont celui de Millom, qui revendique être le club amateur le plus ancien du monde. À ce titre, le club a rencontré le week-end des 26 et 27 janvier 2019 les Serbes de l’Étoile rouge de Belgrade, premier club serbe à participer à la Coupe d'Angleterre de rugby à XIII (Challenge Cup) après son ouverture à l’international.